# سید جلال محمدی
سید جلال محمدی متولد ۱۰ اردیبهشت ۱۳۵۴ آهنگساز، تنظیم کننده و نوازنده دوتار، ساز کوبه‌ای، نقاره، دف و دهل و… در زمینه موسیقی محلی مازندران است.
وی تاکنون در مجموعه تلویزیونی پایتخت به همراه آریا عظیمی نژاد در گروه موسیقی فعالیت داشته‌است. وی همچنین سرپرست گروه موسیقی آوای تبری است.
وی دارای مدرک کارشناسی موسیقی و کارشناسی ارشد مدیریت بازرگانی (بازاریابی) از دانشگاه آزاد اسلامی واحد بابل می‌باشد. آموزش مقدماتی تمبک را نزد شکرالله برومند در سال ۱۳۶۹ آغاز کرد و سپس نزد پدرش مهدی محمدی به یادگیری دوتار پرداخت همچنین آموزش موسیقی ایران تار را نزد ایرج رضایی آموخت و در ادامه تئوری موسیقی را در سال ۱۳۷۶ تحت تعلیم جلال حیدری شروع کرد.

## فعالیتهای پژوهش و آموزشی
1. اجرای پژوهشی موسیقی مازندرانی (منظومه عامی دتر جان) -حوزه هنری ۱۳۹۴
2. اجرای پژوهشی موسیقی مازندرانی (آواهای مازندرانی)- صدا و سیما مازندران ۱۳۹۴
3. اجرای پژوهشی موسیقی مازندرانی (ضرب‌های مازندران) -۱۳۹۴
4. اجرای پژوهشی موسیقی مازندرانی (اشعار نیما) 1395[۲]
5. اجرای پژوهشی موسیقی مازندرانی (صنم و نومزه داری) ۱۳۹۵
6. اجرای پژوهشی موسیقی مازندرانی کار آوا در دومین همایش موسیقی کارآوا و آیین‌های و موسیقی کار درایران- حوزه هنری تهران ۱۳۹۰
7. اجرای پژوهشی موسیقی مازندرانی امام رضا (ع)- آستان قدس رضوی مشهد ۱۳۹۲
8. مدرس دوتار در دانشگاه علمی و کاربردی جامعه اسلامی کارگران ساری ۱۳۹۰
9. مدرس دوتار در آموزشگاه موسیقی ساری ۱۳۹۵

## دستاوردهای جشنواره ای
- بین‌المللی
  1. دیپلم افتخار اجرای موسیقی نوروزخوانی در کشور بلاروس ۱۳۹۰
  2. دیپلم افتخار اجرای موسیقی در ورزش باستانی در کشور بلاروس ۱۳۹۰
  3. دیپلم افتخار و گروه موسیقی برگزیده در پنجمین جشنواره آوازه – ترکمنستان 1393[۳]
  4. جایزه ویژه مجسمه طلایی در هفتمین فستیوال جهانی مسابقات فولکلور جهان بلغارستان 2017[۴]
  5. مدال طلای استفاده از سازهای فولکلور در هفتمین فستیوال جهانی مسابقات موسیقی فولکلور بلغارستان 2017[۵]
  6. مدال برنز گروهی در هفتمین فستیوال جهانی مسابقات موسیقی فولکلور بلغارستان 2017[۶]
  7. دریافت هشت دیپلم افتخار در هفتمین فستیوال جهانی مسابقات موسیقی فولکلور بلغارستان ۲۰۱۷
- کشوری

1. گروه برگزیده در یازدهمین جشنواره اقوام ایران زمین گرگان (بخاطر ارائه موسیقی نوروزخوانی) گرگان 1395[۷]
2. حضور در سه دوره جشنواره موسیقی فجر تهران سالهای ۱۳۷۳-۱۳۷۴-۱۳۹۴
3. گروه برگزیده در اولین جشنواره آواها و نوا رضوی تهران -1395[۸]
4. لوح تقدیر و تندیس شب نشان نیما (تولید موسیقی روی اشعار تبری نیما) 1394[۹]

- استانی

1. مقام برتر دوتار نوازی سومین جشنواره موسیقی بومی مازندران- ۱۳۷۹
2. مقام اول گروهی در دمین جشنواره موسیقی مازندران- ۱۳۷۹
3. تقدیر بخش نوازندگی دف در اولین جشنواره موسیقی بومی تنکابن ۱۳۷۲
4. پژوهشگر برگزیده موسیقی مقامی در همایش راهبردی یروری – قائم شهر ۱۳۹۵

## مسئولیت‌ها
1. رئیس هیئت مدیره انجمن موسیقی استان مازندران 1397-1399[۱۰]
2. مسئول روابط عمومی اداره فنی و حرفه ای شهرستان جویبار۱۳۷۸–۱۳۸۲
3. مشاوره واحد موسیقی حوزه هنری استان مازندران 1395-1396[۱۱]
4. سرپرست نویسندگان و محققین در بخش موسیقی مقامی دانشنامه مازندران ۱۳۹۵
5. مشاور اجرایی و مسول ساماندهی در مراسم آیینی نوروزخوانی اداره ارشاد قائم شهر- ۱۳۹۴–۱۳۹۵

## مقالات
1. پژوهش موسیقی مازندرانی کار آوا (بولتن جشنواره کار آوا) حوزه هنری تهران ۱۳۹۰
2. پژوهش و بررسی آواها و نواهای ۱۰۰ گذشته نوازندگان و خوانندگان دوتار و آواز مازندران – دانشنامه مازندران ۱۳۹۵

## اجرا
- بین‌الملل
  1. اجرای موسیقی محلی در فستیوال موسیقی شرق آس ا – ترکیه ۲۰۰۶
  2. تور کنسرت موسیقی اقوام استرالیا ۲۰۰۷
  3. تور کنسرت موسیقی اقوام در کشورهای اسکاندیناوی ۲۰۰۸
  4. تور کنسرت موسیقی مازندرانی در امارات متحده عربی (دبی) ۲۰۰۶
  5. تور کنسرت موسیقی اقوام اروپا (آلمان و فرانسه هلند و…) 2008[۱۲]
  6. اجرای موسیقی مازندرانی و اقوام در فستیوال آوازه ترکمنستان 1393[۱۳]
  7. اجرای موسیقی مازندرانی نوروزخوانی در کشور بلاروس ۱۳۹۰
  8. اجرای موسیقی مازندرانی و اقوام در رادیو WDR آلمان ۲۰۰۸
  9. اجرای موسیقی نوروزخوانی در جشن جهانی نوروز کاخ گلستان تهران ۱۳۹۶
  10. اجرای موسیقی در شبکه ملی بلغارستان به مناسبت جشن پیروزی انقلاب اسلامی 2017[۱۴]
- کشوری

1. اجرای کنسرت موسیقی مازندرانی – دانشگاه تهران ۱۳۷۳
2. اجرای کنسرت موسیقی مازندرانی در دومین همایش فرهنگی دانشجویی مازندرانی - دانشگاه تهران ۱۳۷۴
3. اجرای موسیقی مازندرانی در مراسم شب شعر شیراز ۱۳۷۶
4. اجرای کنسرت موسیقی مازندرانی در دانشگاه تهران ۱۳۸۰
5. اجرای موسیقی مازندرانی در هشت دوره جشنواره اقوام ایران زمین گرگان از سال ۱۳۸۵ تا سال 1395[۸]
6. اجرای موسیقی مازندرانی در پنجمین جشنواره منطه ای (نوآوری و شکوفایی – بنیاد نخبگان مازندران) ۱۳۹۱
7. اجرا در سی امین جشنواره موسیقی فجر 1393[۱۵]
8. اجرای موسیقی در سی و پنجمین جشنواره موسیقی فجر 1398[۱۶]

- استانی

1. اجرای کنسرت موسیقی مازندرانی آمل ۱۳۹۰
2. تور اجرای کنسرت موسیقی مازندرانی از سال ۱۳۷۸ – تا ۱۳۷۹
3. اجرای کنسرت موسیقی مازندرانی در مراسم افتتاح شبکه استانی مازندران
4. اجرای کنسرت موسیقی مازندرانی در دانشگاه مازندران – بابلسر۱۳۷۹
5. اجرای کنسرت موسیقی مازندرانی با گروه طالبا – حزه هنری ۱۳۷۸
6. اجرای کنسرت موسیقی مازندرانی – قائمشهر ۱۳۷۷
7. اجرای کنسرت موسیقی مازندرانی – بابل ۱۳۷۷
8. اجرای کنسرت موسیقی مازندرانی با گروه طالبا – ساری ۱۳۷۹
9. اجرای موسیقی مازندرانی در مراسم نکو داشت استاد آقاجانیان – بابل ۱۳۸۶
10. اجرای کنسرت موسیقی مازندرانی – ساری ۱۳۹۳
11. اجرای کنسرت موسیقی مازندرانی – فولم. نواحی. مقامی و نواح در برنامه‌های مختلف فرهنگی هنری
12. اجرای موسیقی مازندرانی در افتتاحیه چهاردهمین جشنواره سراسری تئاتر بومی تیرنگ – ساری ۱۳۹۶
13. اجرای موسیقی مازندرانی در کنفرانس ملی مدیریت صنعتی بابلسر ۱۳۹۶

## آلبوم و آهنگسازی و تنظیم
1. تولید آلبوم نوروزخوانی – حوزه هنری 1395[۱۷]
2. تولید آلبوم خوربیاردنه با گروه طالبا 1380[۱۸]
3. تولید آلبوم بلبل سون با گروه طالبا ۱۳۷۸
4. تولید آلبوم آیینی مذهبی علی ابن موسی الرضا حوزه هنری مازندران – ۱۳۹۶
5. نوازندگی و اجرا در یازده آلبوم موسیقی مازندرانی از سال ۱۳۷۲ تا سال ۱۳۹۶
6. سرپرستی گروه آوای تبری در روند تولید و آهنگسازی موسیقی سریال پایتخت ۳، ۴، ۵ و 6[۱۹]
7. تولید موسیقی سنتی ایرانی بروی اشعار پرفسور ستوده 1395[۲۰]
8. موسیقی متن مستند به آهستگی (شهید بلباسی) ۱۳۹۵
9. موسیقی متن تئاتر یاغی‌های عاشق در سی امین جشنواره تئاتر استان مازندران ۱۳۹۷
10. موسیقی متن سریال کله ونگ ۱۳۹۹

## اساتید[۲۱]
- ملی

1. هوشنگ جاوید (پژوهش)
2. جهانگیر نصری اشرفی (پژوهش)
3. آریا عظیمی‌نژاد (موسیقی متن)

- استانی

1. احمد محسن پور (موسیقی گروهی)
2. سید مهدی محمدی (دوتار)
3. جلال حیدری (موسیقی ایرانی)
4. ایرج رضایی (موسیقی ایرانی ردیف)
5. عباس یدالهی (موسیقی ایرانی ردیف)
6. شکرالله برومند (تمبک)

## رشته‌های هنری
1. موسیقی بومی
2. موسیقی سنتی ایرانی

## فعالیت گروهی
1. تشکیل گروه موسیقی خانوادگی طالبا (بومی)– ۱۳۷۰
2. تشکیل گروه موسیقی تبری (بومی) ۱۳۷۹
3. تشکیل گروه آوای تبری (بومی) 1395[۲۲]
4. تشکیل گروه دتارچی[۲۳]
5. تشکیل گروه نقاره نوازان[۲۳]
6. تشکیل گروه موسیقی سنتی ایرانی زیر و بم – حوزه هنری 1396[۲۴]